# 浜崎容子
浜崎 容子（はまさき ようこ、6月30日 - ）は、日本の歌手、ミュージシャン、作家、モデルである。兵庫県出身。
日本のポップロックバンド・アーバンギャルドのヴォーカルであり、作詞、作曲、編曲も手がける。

## 概要
独学で宅録を学び、シャンソン歌手を経て、2007年、アーバンギャルドに加入し、本格的に活動を開始する。2010年に初のソロアルバム『フィルムノワール』をリリース。歌手以外にもモデル、作家、ナレーターとしても活動している。またアパレルブランド「FORGIVE ME」のプロデューサーを務めている。
コロナ禍で、地元兵庫県宝塚市へ移住したが、2023年12月に再び東京に住まいを移したことを自身のX（旧Twitter）で公表。
愛猫はスコティッシュフォールドのソレイユとペルシャのリュヌ。
2023年12月30日、オフィシャルサイトおよび公式SNSを通じ、音楽クリエイターの中村友則と今秋に結婚していたことを発表した。ちなみに交際歴は「ほぼ0日」だった。2025年2月1日、離婚したことを発表した。

## ディスコグラフィ

### V.A.＆ゲスト参加
| 発売日         | タイトル                                                  | 規格品番              | 収録曲                                                                                  | 備考                 |
| -------------- | --------------------------------------------------------- | --------------------- | --------------------------------------------------------------------------------------- | -------------------- |
| 2010年10月20日 | 21世紀さん sings ハルメンズ                               | VICL-63567            | ボーカルで2曲参加                                                                       | Victor Entertainment |
| 2014年10月08日 | 筋肉少女帯『SHOW MUST GO ON』                             | TKCA-74148 TKCA-74152 | 「霊媒少女キャリー」でゲストボーカルで参加                                              | JAPAN RECORD         |
| 2015年08月26日 | No Lie-Sense「THE FIRST SUICIDE BIG BAND SHOW LIVE 2014」 | 4R-0005               | だるい人 feat.浜崎容子 DEAD OR ALIVE feat.浜崎容子 大通はメインストリート feat.浜崎容子 | ナゴムレコード       |
| 2016年11月3日  | GROOVE UNCHANT「鏡の中の十月/I Thought It Was You」       | UCT-024               | 鏡の中の十月 feat.浜崎容子(アーバンギャルド)                                            | UNCHANTABLE RECORDS  |
| 2023年9月27日  | 花見桜こうき「テキーラモーレ/乾杯しませんか、西宮で」     |                       | 溜息草（作詞・作曲）                                                                    | 徳間ジャパン         |

### タイアップ一覧
| 年     | 曲名                 | タイアップ                                     |
| ------ | -------------------- | ---------------------------------------------- |
| 2017年 | 雨音はショパンの調べ | BSフジ『Esprit Japon』12月度エンディングテーマ |

## 書籍

### 著作
- 『バラ色の人生』（2016年、ロフトブックス、ISBN 978-4-90792-910-7）

### 共著
- 松永天馬・おおくぼけい・藤谷千明との共著『水玉自伝〜アーバンギャルド・クロニクル』（インタビュー、ロフトブックス、2020年、ISBN 978-4-90792-935-0）

### 写真集
- 青山裕企・松永天馬との共著『スクールガール・トラウマ』（写真詩集、メタブレーン、2016年、ISBN 978-4-90523-951-2）- モデル
- 『BEAUTY VIOLENCER』（2020年）
- 『IDENTITY CHRIST』（2021年）
- 『Pink Crystal"』（2022年）

## 出演

### テレビドラマ
- 土曜プレミアム・誰も守れない（2009年1月24日、フジテレビ） - シャンソン歌手 役

### 声優

#### テレビ番組
- Let's 天才てれびくん（2016年7月 - 2017年3月30日、NHK Eテレ）- ぱらぺぴ子ちゃん[10][11]